# Paradieslilien

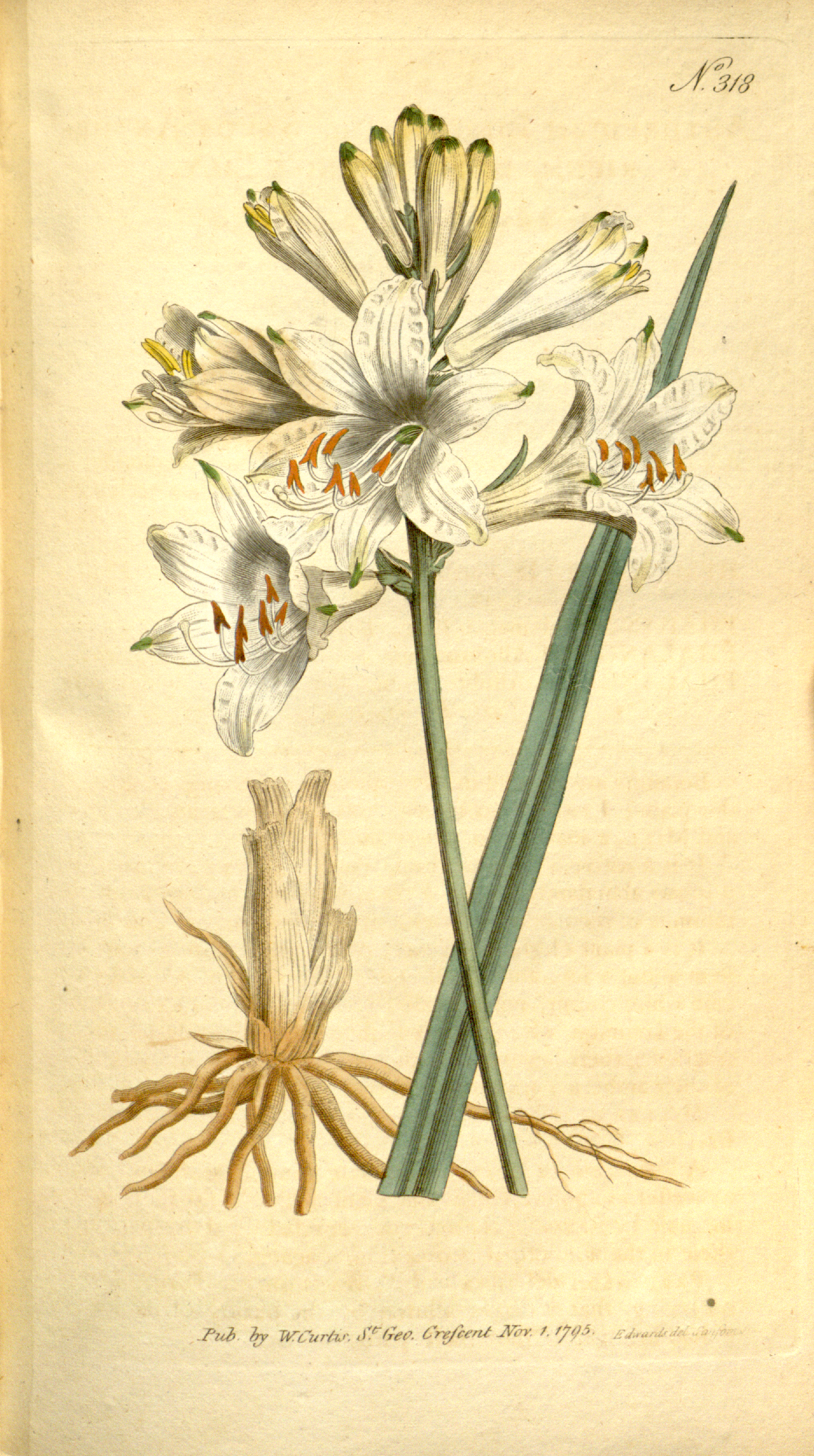
Illustration der Weißen Trichterlilie (Paradisea liliastrum) aus William Curtis: The Botanical Magazine, Volume 9, 1795, Tafel 318

Die Paradieslilien (Paradisea) oder Trichterlilien sind eine Pflanzengattung in der Unterfamilie der  Agavengewächse (Agavoideae) innerhalb der Familie der Spargelgewächse (Asparagaceae). Sie wurden auch manchmal in die Familie der Affodillgewächse (Asphodelaceae) eingeordnet.

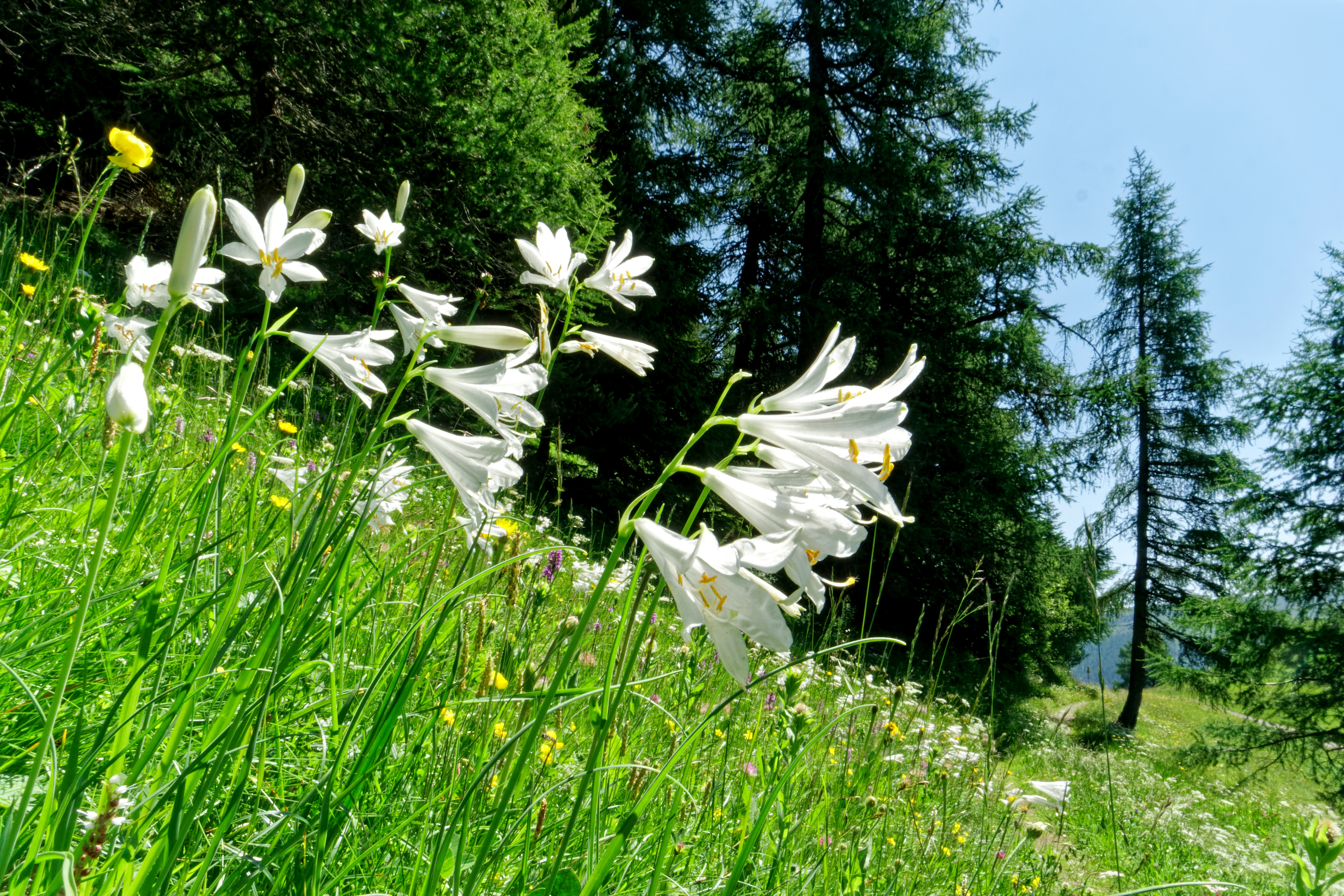
Paradislilien auf einer Bergwiese in Graubünden.

## Beschreibung
Die Paradisea-Arten wachsen als ausdauernde krautige Pflanzen und erreichen Wuchshöhen von 30 bis 50 cm. Die aufrechten Stängel sind unbeblättert. Von den grasartigen, linealischen Grundblättern umfasst der scheidige Blattgrund den Stängel.
Die  einseitswendigen, traubigen Blütenstände sind zwei bis zehnblütig. Die Tragblätter sind spitz und den Stängel umfassend. Die kurz gestielten Blüten sind, zwittrig, trichterförmig und dreizählig. Sie besitzen sechs weiße, gleichgestaltete Blütenhüllblätter (Tepalen) und sechs Staubblätter, einen Griffel mit verdickter Narbe (entstanden aus drei verwachsenen Fruchtblättern).

## Systematik
Die Gattung Paradisea wurde 1811 durch den italienischen Botaniker Giovanni Mazzucato (1787–1814) mit der Typusart Paradisea hemeroanthericoides Mazzuc. in Viaggio Botanico all’Alpi Giulie ...., S. 27 aufgestellt. Mit dem Gattungsnamen Paradisea ehrte Giovanni Mazzucato seinen Gönner, den Grafen Giovanni Conte Paradisi (1760–1826) aus Modena. Er war ein italienischer Literat und Naturwissenschaftler, Dozent für Mathematik, Geometrie und Geodäsie am Lyceum in Reggio nell’Emilia.
Es gibt nur etwa zwei Paradisea-Arten:
- Weiße Trichterlilie (Paradisea liliastrum (L.) Bertol., Syn.: Hemerocallis liliastrum L.)
- Portugiesische Trichterlilie (Paradisea lusitanica (Cout.) Samp., Syn.: Paradisea liliastrum var. lusitanica Cout.)